# Limomyza hirta
Limomyza hirta är en tvåvingeart som beskrevs av Marshall 1997. Limomyza hirta ingår i släktet Limomyza och familjen hoppflugor. Inga underarter finns listade i Catalogue of Life.